# 2585 Irpedina
2585 Irpedina је астероид главног астероидног појаса чија средња удаљеност од Сунца износи 2,426 астрономских јединица (АЈ).
Апсолутна магнитуда астероида је 12,5.